# Націонал-соціалістичний союз лікарів
Націонал-соціалістичний союз німецьких лікарів (нім. Nationalsozialistischer Deutscher Ärztebund, скор. NSD-Ärztebund або NSDAB) — громадська організація в Німеччині (1935—1944), що об'єднувала у своїх лавах лікарів-членів НСДАП. Створена в 1929 році з ініціативи лікаря та видавця Людвіга Лібля.
Згідно зі статутом, прийнятим у 1929 році, союз мав такі завдання:
1. Надавати партії за вказівкою керівника управління з питань охорони здоров'я лікарів та спеціалістів для всіх партійних організацій та цілей у межах управління.
2. Створити службову етику німецьких лікарів та всієї охорони здоров'я в дусі націонал-соціалістичного світогляду та впроваджувати ці принципи також у свідомість громадськості.
3. Здійснювати взаємну підтримку та допомогу у професійних справах, виховувати націонал-соціалістичне підростаюче покоління, у тому числі студентів, в дусі націонал-соціалістичної професійної етики.
Членами союзу могли стати лікарі, аптекарі, ветеринари та стоматологи, які мають допуск до практики, визнаний керівником союзу, і якщо вони є членами НСДАП.
Кандидатами в члени союзу могли стати лікарі, які не є членами НСДАП, але підтримують цілі союзу. Питання прийому як члена чи кандидата вирішував керівник союзу.

## Керівники
Першим головою союзу (1929-1932) був Людвіг Лібль .
У 1932 році його змінив Герхард Вагнер, якому в 1934 році було присвоєно звання райхзерцтенфюрер (нім. Reichsärzteführer).
Після смерті Вагнера в 1939 році союз очолив Леонардо Конті.